# Jerry St. Juste
Jeremiah Israël St. Juste (Groningen, 19 de octubre de 1996), más conocido como Jerry St. Yuste, es un futbolista neerlandés. Juega de defensa y su actual equipo es el Sporting Clube de Portugal de la Primera División de Portugal.

## Biografía
Jeremiah St. Juste nació en la ciudad de Groningen, Países Bajos, de madre holandesa y padre de San Cristóbal y Nieves. Creció con sus tres hermanos. Su hermano Benjamin es un ex jugador juvenil del Heerenveen y Groningen, y ha jugado fútbol sala para VV Pelikaan. Su otro hermano Yoshua jugó en la selección de fútbol sala de los Países Bajos y actualmente es su agente. Su hermana Naomi trabaja como modelo de moda y actriz de televisión en los Países Bajos.

## Trayectoria
El defensor neerlandés comenzó su carrera profesional en las categorías inferiores del S.C. Heerenveen en la temporada 2014-2015. 
Hizo su debut oficial con el primer equipo el 15 de marzo de 2015, en un partido correspondiente a la jornada 27 de la Eredivisie ante el Ajax de Amsterdam en el que el resultado final fue de 1 a 4 disputando los últimos 10 minutos del encuentro. Después terminó jugando como titular los últimos 7 partidos de Liga.
Las dos siguientes temporadas, la 2015-2016 y la 2016-2017, se ganó el puesto como titular indiscutible en el centro de la defensa, haciendo buenas temporadas llamando el interés de otros equipos europeos. Disputó su último encuentro con el S.C. Heerenveen el 17 de mayo de 2017 ante el F.C. Utrecht. Dejó el club blanquiazul disputando 73 partidos oficiales, anotando 3 goles y dando una asistencia.
El 18 de julio de 2017, se hizo oficial su fichaje por el Feyenoord por el que el equipo de Rotterdam pagó 5 millones de euros. El 13 de agosto de 2017, hizo su debut en el primer partido de liga en casa ante el F.C. Twente con victoria por 2 a 1. En el club rojiblanco disputó 50 choques oficiales marcando 6 tantos y repartió 2 asistencias y en el que logró levantar una Copa de los Países Bajos y una Supercopa.
El 8 de agosto de 2019, fue traspasado al Mainz 05 alemán, por la cantidad de 9 millones de euros. Debutó con el equipo de la ciudad de Maguncia, el 10 de agosto, en partido correspondiente a la Copa de Alemania ante el F.C. Kaiserslautern siendo eliminado en primera ronda al perder por un 2 a 0. En el cuadro ajedrezado disputó 69 partidos anotando 3 goles y dando 2 asistencias.
El 1 de julio de 2022, se oficializó su salida al Sporting Club de Portugal, con una cantidad cercana a los 10 millones de euros. En el equipo lisboeta debutó el 7 de agosto en el debut liguero con un empate a 3 de visitante ante el Sporting de Braga. Disputó un total de 80 partidos oficiales anontando un gol y dando una asistencia. Con el equipo portugués logró dos Ligas y una Copa de Portugal.

## Selección nacional
El 5 de septiembre de 2014, hizo su debut con la selección holandesa sub-19 en un partido amistoso ante Alemania. Con la sub-20 debuto el 1 de septiembre de 2016 en otro partido amistoso ante la República Checa. También fue internacional en la categoría sub-21, debutando en un partido de clasificación para el Europeo Sub-21 ante la selección de Turquía.

## Estadísticas
| Club            | País         | Año       | Liga | Partidos | Goles |
| --------------- | ------------ | --------- | ---- | -------- | ----- |
| S.C. Heerenveen | Países Bajos | 2015-2017 | 1ª   | 73       | 3     |
| Feyenoord       | Países Bajos | 2017-2019 | 1ª   | 50       | 6     |
| F.S.V. Mainz 05 | Alemania     | 2019-2022 | 1ª   | 69       | 3     |
| Sporting C.P.   | Portugal     | 2022-2025 | 1ª   | 80       | 1     |
| C.A. Osasuna    | España       | 2025-     | 1ª   |          |       |

## Palmarés

### Campeonatos nacionales
| Título                        | Club           | País         | Año     |
| ----------------------------- | -------------- | ------------ | ------- |
| Copa de los Países Bajos      | Feyenoord      | Países Bajos | 2017-18 |
| Supercopa de los Países Bajos | Feyenoord      | Países Bajos | 2018    |
| Primeira Liga                 | Sporting C. P. | Portugal     | 2023-24 |
| Primeira Liga                 | Sporting C. P. | Portugal     | 2024-25 |
| Copa de Portugal              | Sporting C. P. | Portugal     | 2024-25 |